# Tropoljé

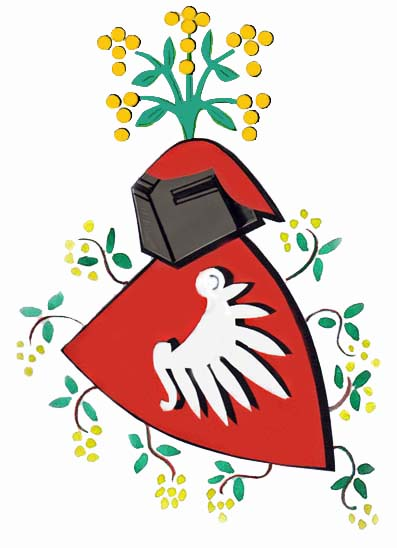
Escudo de armas de la familia Šubić.

Tropoljé fue un histórico ducado croata, que estaba ubicado en la frontera de Croacia, Bosnia y Hum. Sus fronteras se disputan entre los historiadores.
Vjekoslav Klaić pensó que Tropoljé abarcaba Cetinsko Poljé, Livanjsko Poljé y Duvanjsko Poljé, y posiblemente otros poljés en la frontera de Croacia, Bosnia y Hum. Marko Perojevic, por otro lado, argumentó que Tropoljé incluía a Kosovo Poljé (cerca de Knin), Petrovo Polje (cerca de Drnis ) y Smina (cerca de Mucko). Además, Dominik Mandić también incluyó a Livanjsko Poljé. Sima Ćirković sostuvo que Tropoljé se extendía sobre Livanjsko Poljé, Duvanjsko Poljé y Glamočko Poljé. Krunoslav Draganović y Damir Karbić argumentaron que Tropolje incluía a Duvanjsko Poljé, Kupreško Poljé y Glamočko Poljé. Karbić, de acuerdo con Draganović, dijo que un documento de 1301 apoya su conclusión y que las fronteras del norte así definidas, se ajustaban a las fronteras de la Diócesis de Duvno.
Al borde del siglo XIII al siglo XIV, los hijos de Pablo I Šubić de Bribir – Mladen, Jorge y Pablo, después de asegurar el territorio del interior del Adriático oriental, adoptaron el título de "duque de Tropoljé, Livno y Cetina".  Dicho título ducal se refiere al documento de 1301 mencionado por Karbić.